# Herbert Bauch
Herbert Bauch (ur. 18 maja 1957 w Berlinie) – wschodnioniemiecki bokser, medalista olimpijski z 1980.

## Kariera sportowa
Występował w kategorii półciężkiej (do 81 kg). Zdobył w niej brązowy medal na mistrzostwach świata w 1978 w Belgradzie, po porażce w półfinale z Tadiją Kačarem z Jugosławii.
Na mistrzostwach Europy w 1979 w Kolonii odpadł po przegranej pierwszej walce z Kurtem Seilerem z RFN.
Na letnich igrzyskach olimpijskich w 1980 w Moskwie zdobył brązowy medal przegrywając w półfinale z późniejszym mistrzem Slobodanem Kačarem z Jugosławii.
Był mistrzem NRD w wadze średniej (do 75 kg) w 1977 oraz w wadze półciężkiej (do 81 kg) w 1978.